# Федерация бокса Армении
Федерация бокса Армении (арм. Հայաստանի բռնցքամարտի ֆեդերացիա) — общественная спортивная организация со штаб-квартирой в Ереване, занимающаяся регламентированием бокса на территории Армении. Является постоянным членом Европейской конфедерации бокса и Международной ассоциации бокса. Подчинена Олимпийскому комитету Армении.

## История
Федерация бокса в Армянской ССР впервые была организована в 1957 году во главе с председателем А. Ахшарумовым — в то время она являлась частью Федерации бокса СССР. Два года спустя усилиями олимпийского чемпиона Владимира Енгибаряна в Ереване открыта первая в СССР специализированная школа бокса, которая к 1970-м годам дала большой толчок развитию этого вида спорта в республике. В разное время сборная Советского Союза включала множество выдающихся армянских боксёров, среди них Андрей Папьян, Карлос Джанерян, Сурен Казарян, Альберт Николян, Манвел Аветисян, Самсон Хачатрян, Исраел Акопкохян, Ншан Мунчян, Хорен Инджян, Мехак Казарян и др. В общей сложности на Олимпийских играх, чемпионатах мира, Европы и Советского Союза армянские боксёры выиграли 162 медали, в том числе: 61 золотую, 35 серебряных, 56 бронзовых.
Вскоре после распада СССР в 1991 году Федерация бокса Армении в качестве полноправного члена вступила в Европейскую конфедерацию бокса и Международную ассоциацию бокса, спортсмены стали выступать на международных соревнованиях под своим национальным флагом. В 1991—1994 годах должность президента Федерации занимал генерал-майор МВД Роман Акопович Кара-Погосян.
Армянские боксёры регулярно попадали в число призёров на чемпионатах мира, Европы, Кубках мира и других крупных международных турнирах. В 2008 году Грачья Джавахян стал бронзовым призёром Олимпийских игр, в 2021 году его успех повторил Оганес Бачков. При участии Федерации бокса Армении в 2012 году в Ереване прошло молодёжное мировое первенство по боксу, а в 2022 году столица приняла взрослый чемпионат Европы. По данным Статистического комитета Республики Армения, в 2021 году страна насчитывала 3036 боксёров (в том числе 62 женщины), а также 151 тренера по боксу.
В 2021 году организацию посетил президент Международной ассоциации бокса Умар Кремлёв, он поблагодарил её членов за проведение выборов высокого уровня. Присутствующий на встрече заместитель министра образования, науки, культуры и спорта Республики Армения Карен Гилоян гарантировал государственную поддержку развития бокса в стране.
Штаб-квартира Федерации находится в Ереване по адресу: ул. Налбандяна 21, кв. 6. По состоянию на 2024 год должность президента занимает Оганес Осепян, вице-президента — Самвел Гаспарян, генерального секретаря — Саак Гагинян.